# Steve Blackman
Steven Blackman, detto Steve Blackman (Annville, 28 settembre 1963), è un ex wrestler ed ex artista marziale misto statunitense, noto per i suoi trascorsi nella World Wrestling Federation tra il 1988 e il 1990 e, di nuovo, tra il 1997 e il 2002.
In carriera ha vinto sei volte l'Hardcore Championship, di cui detiene il record per il maggior numero di giorni combinati come campione (172).

## Carriera

### Gli esordi (1985–1988)
Steven Blackman iniziò la sua carriera come artista marziale misto nei primi anni ottanta. Nel 1985 entrò a far parte della scuola di wrestling di Tony Altomare nella città di Orange (Connecticut); si trasferì poi in Canada, a Calgary, dove lavorò per la Stampede Wrestling di Stu Hart.

### World Wrestling Federation (1988–1990)
Il 9 marzo 1988 fece il suo esordio nella World Wrestling Federation, nel corso di un house show svoltosi nella città di Watertown (New York) in cui sconfisse David Sammartino, il figlio di Bruno Sammartino. Nella puntata di Superstars of Wrestling dell'8 maggio lottò in squadra con Brady Boone e Outback Jack battendo gli Islanders (Haku, Sivi e Tama). Pur continuando ad apparire prevalentemente negli house-show, le vittorie di Blackman divennero sempre più importanti e il 24 giugno 1989 riuscì addirittura ad avere la meglio di Mike Sharpe. Nel 1990, durante uno show in Sudafrica, Blackman si ammalò di malaria e fu costretto ad uno stop di circa tre anni, ai quali se ne sommarono altri quattro per la fisioterapia e la ripresa totale del tono muscolare.

### Ritorno in WWF (1997–2002)
Steve Blackman fece il suo ritorno nella World Wrestling Federation durante la puntata di Raw del 3 novembre 1997, salvando Vader da un attacco della Hart Foundation (Bret Hart, British Bulldog, Jim Neidhart e Owen Hart); in quel periodo assunse la gimmick di un lottatore di arti marziali miste e fu soprannominato "Lethal Weapon". Il 9 novembre, a Survivor Series, fece squadra con Goldust, Vader e Marc Mero, ma i quattro furono sconfitti da British Bulldog, Doug Furnas, Jim Neidhart e Phillip Lafon. Il 18 gennaio 1998 partecipò alla Royal Rumble, entrando con il numero 10, ma fu eliminato da Kurrgan dopo circa sei minuti di permanenza sul ring.
Dopo il suo debutto, Blackman fu imbattuto in match singoli per circa un anno, fino a quando perse contro Jeff Jarrett, a causa però dell'interferenza del suo manager Tennessee Lee. Fu proprio in questo periodo che Blackman ebbe una rivalità con la Nation of Domination e inanellò una serie di vittorie importanti, una contro The Rock e un'altra contro Farooq. Nell'ambito di questo feud, si alleò con Ken Shamrock e ad Unforgiven, i due insieme a Farooq, che nel frattempo era uscito dalla Nation of Domination, sconfissero in un 6-man tag team match The Rock, D'Lo Brown e Mark Henry. Sebbene la coppia fosse ben assortita, non gravitò mai intorno al titolo di coppia, e Blackman e Shamrock si divisero ben presto, iscrivendosi entrambi al King of the Ring 1998: tuttavia, Blackman fu subito eliminato da Marc Mero, mentre Shamrock vinse addirittura il torneo. La cosa si ripeté a Brawl for All, altra disputa ad eliminazione, dove Blackman nel primo round effettivamente riuscì a sconfiggere Mero, ma a causa di un infortunio dovette dare forfait per il match successivo, permettendo a Mero di passare comunque il turno. Dopo un breve periodo di pausa, tornò sul ring ad una puntata di Raw aiutando Shamrock, nel frattempo diventato campione intercontinentale, a sfuggire ad un attacco combinato di Owen Hart e Dan Severn. Shamrock non apprezzò tuttavia l'aiuto, ed eseguì un suplex sull'ex amico. Ciò portò ovviamente ad un match a Capitol Carnage con la cintura intercontinentale in palio, dove Shamrock riuscì a sopraffare Blackman. Mantenendo sempre la sua gimmick da lottatore di arti marziali miste, effettuò un Turn Heel alleandosi con Shane McMahon, durante questo stint era solito arrivare sul ring con una serie di armi in stile giapponese e durante i match cercava di usarle contro gli avversari. Al King of the Ring 1999, intervenne nel match tra Shamrock e Billy Gunn, consentendo a Gunn di vincere il quarto di finale e passare al turno successivo. Gunn riuscì poi a vincere il torneo eliminando X-Pac in finale e sconfiggendo Kane nella semifinale. Negli incontri decisivi, Blackman non riuscì mai a sconfiggere Shamrock, infatti perse sia a Fully Loaded, che a Summerslam. Quest'ultimo match pose fine alla rivalità.
Nell'edizione di SmackDown successiva a Summerslam, Steve Blackman intervenne nel match tra Shamrock e Val Venis, durante il quale Shamrock riuscì a mettere comunque KO anche Blackman. Una volta ripresosi, quest'ultimo sfogò la sua rabbia su Venis, iniziando una rivalità. In un tag team match che avrebbe dovuto vedere contrapposti la coppia composta da Venis e D'Lo Brown contro quella mal assortita di Blackman e Mark Henry, Henry non si presentò sul ring e l'incontro venne trasformato in un Handicap match, dal quale ovviamente Steve uscì sconfitto. Fu così che tentò di strappare la cintura di campione europeo dalla vita di Henry, ma grazie anche all'interferenza di Val Venis, Henry mantenne salda la corona. La rivalità raggiunse il culmine quando Venis, durante un match di Blackman a SmackDown, sostituì la sua borsa con le armi con un'altra identica che conteneva però dei giocattoli. Nel loro match di Unforgiven, fu Venis a prevalere.
Nel 2000, Blackman si alleò con Al Snow, formando un tag team noto come Head Cheese. Durante questo periodo, Blackman tendeva ad entrare in scena con un cappello a forma di formaggio. Si dice che non fosse particolarmente contento di questa gimmick, vista la personalità sempre seria di Steve, mentre Snow era più incline allo scherzo. Il tag team ebbe vita breve e combatté piuttosto raramente, generalmente erano coinvolti in sketch nel backstage dove Snow cercava di ammorbidire Blackman dal suo carattere ombroso. Tentarono una sola volta l'assalto ai WWF World Tag Team Championship, ma il loro incontro contro i New Age Outlaws finì in no contest a causa dell'interferenza dei Radicalz al loro debutto. A WrestleMania 2000, persero contro Test e Albert, conosciuti come i "T & A". .
Dopo la separazione da Al Snow, Steve Blackman entrò nella divisione Hardcore della federazione. Il titolo in questione era difeso 24 ore al giorno, sette giorni alla settimana, quindi poteva anche capitare che durante un viaggio da una città all'altra dove gli show facevano tappa, qualcuno venisse sfidato per il titolo. Molti match con l'alloro in palio furono disputati nel backstage o nelle stanze di hotel, all'improvviso. Steve conquistò la cintura per la prima volta a SmackDown, in un match che vedeva coinvolti proprio Snow e il campione Crash Holly. Nonostante non fosse nella card dello show, Blackman entrò sul ring e schienò Holly diventando per la prima volta campione Hardcore. Detenne il titolo per un totale di sei regni, la conquista più rilevante fu nel suo terzo regno, poiché sconfisse Shane McMahon a SummerSlam 2000. Quando venne sconfitto da McMahon, infatti, il GM di Raw Mick Foley sospese la regola 24/7, rendendo per circa cinquanta giorni (la durata totale del regno di McMahon), il titolo difendibile in PPV. Sul finire del 2000, il sesto regno di Blackman da campione si concluse per mano di Raven, e non riuscì mai più a rivincere la corona.
Ad inizio 2001, Steve formò un altro tag team con Grand Master Sexay. Anche in questa occasione si ripresentò il problema dell'anno precedente. Sexay era un ballerino e cercava di convincere Blackman a danzare con lui durante gli ingressi sul ring. La coppia ebbe scarsa rilevanza negli show WWE, e nell'estate 2001 Sexay venne anche rilasciato dalla federazione, mentre Blackman si infortunò. Non avendo più piani per il suo personaggio, dopo un'ultima apparizione a Raw il 25 giugno, dove insieme ad altri mid-carder pianificava la difesa dalla WCW Invasion, Blackman lasciò la federazione nell'ottobre del 2002.

## Vita privata
Nel 2003 ha aperto una sua scuola di autodifesa, chiamata BlackmanMMA, nella città di Harrisburg (Pennsylvania); la struttura ha ospitato anche eventi di arti marziali miste.

## Nel wrestling

### Mosse finali
- Inverted facelock
- Roundhouse kick

### Soprannomi
- "The Lethal Weapon"
- "The Peacemaker"
- "The Silent Assassin"

### Musiche d'ingresso
- Groundshaker di Malcolm Nichols (1988–1990)
- Drums in the Night di Giles Perring (1997–2002)

## Titoli e riconoscimenti
- Stampede Wrestling
  - Stampede Television Championship (1)
- Pro Wrestling Illustrated
  - 70º tra i 500 migliori wrestler singoli nella PWI 500 (2001)
- World Wrestling Federation
  - WWF Hardcore Championship (6)